# 康格爾頓 (北卡羅萊納州)
康格爾頓（英語：Congleton）是位於美國北卡羅萊納州皮特縣的非建制地區。

## 地理
康格爾頓所處的海拔為高於海平面15米（即49英呎），而該地所採用的時區為UTC-5，即北美东部时区（EST）。同時該地設有夏令時間，為UTC-5調快一小時，即UTC-4（EDT）。